# مارتیننیو
مارتیننیو (به ایتالیایی: Martinengo) یک منطقهٔ مسکونی در ایتالیا است که در استان برگامو واقع شده‌است.

## خصوصیات
مارتیننیو ۲۱٫۷ کیلومترمربع مساحت و ۹٬۱۳۸ نفر جمعیت دارد و ۱۴۹ متر بالاتر از سطح دریا واقع شده‌است.